# Kim So-won
Kim So-jung (en hangul, 김소정, Seúl, 7 de diciembre de 1995), más conocida por su nombre artístico Sowon (en hangul, 소원), es una actriz, cantante, bailarina y modelo surcoreana. Es integrante y líder del grupo surcoreano femenino GFriend.

## Biografía
Sowon nació en Seúl, Corea del Sur el 7 de diciembre de 1995, es la menor de dos hijas. 
Se graduó de la Escuela Secundaria de Artes Hanlim en 2014.

## Carrera
Comenzó su formación como aprendiz en la DSP Media en el año 2010 y en los años 2011 y 2013 tuvo apariciones en los vídeos musicales "To Me" y "Tell Me Tell Me" correspondientemente de sus entonces compañeras de agencia, el grupo Rainbow. 
También apareció en el episodio 3 del reality show "Making The Star" del grupo AJAX. Luego de alrededor de tres años y medio de entrenamiento en la DSP Media, decidió dejar la compañía para unirse a Source Music.

### 2015–2021: Debut con GFriend
Luego de un año y medio de entrenamiento en Source Music, debutó el 15 de enero de 2015 en el grupo Gfriend, con la canción «Glass Bead».
El 17 de febrero de 2016 se confirmó al público su ingreso a la Universidad de Mujeres de Sungshin, en el departamento de medios visuales y actuación.
Sowon ganó el Premio al icono de belleza en Korea First Brand Awards 2019.

### 2021–presente: Salida de Source Music y carrera en la actuación
En 2021 después de dejar el 18 de mayo su anterior agencia Source Music al finalizar su contrato, decide unirse a IOK Company, donde comenzaría su carrera como actriz usando su nombre de nacimiento Kim So-jeong anunciándolo el 2 de agosto, IOK Company declaró «Sowon, quien ha sido amada como la líder del grupo GFriend, cambiará su nombre a Kim So-jeong y dará un nuevo salto adelante con IOK Company». El día 30 de septiembre del 2021, la agencia de Kim So-jeong, IOK Company, anunció: «La actriz Kim So-jeong ha sido elegida para la película 'Chilling Together' (producida por Contact Media Co. Ltd.) como el personaje principal, Jeong Se-ri.», marcando así el inicio de su carrera actoral.

## Discografía

### Créditos de composición
Todos los créditos de las canciones están adaptados de la base de datos de la Korea Music Copyright Association.
| Título      | Año  | Álbum              | Artista | Letrista | Compositor | Arreglista |
| ----------- | ---- | ------------------ | ------- | -------- | ---------- | ---------- |
| «Hope»      | 2019 | Fever Season       | GFriend | Yes      | No         | No         |
| «Better Me» | 2020 | 回:Walpurgis Night | GFriend | Yes      | Yes        | No         |

## Filmografía

### Series de televisión
| Año     | Título                   | Personaje   | Red         | Ref.  |
| ------- | ------------------------ | ----------- | ----------- | ----- |
| 2022    | 4 minutes and 44 seconds | Pendiente   | Desconocido | [ 8 ] |
| 2024-25 | Who Is She               | Seo Chan-mi | KBS2        | [ 9 ] |

### Películas
| Año  | Título                          | Papel       | Director  | Notas        | Ref(s) |
| ---- | ------------------------------- | ----------- | --------- | ------------ | ------ |
| 2022 | Chilling Together (오싹한 동거) | Jeong Se-ri | Pendiente | Protagonista | [ 10 ] |

### Programas de variedades
| Año  | Título          | Cadena  | Notas                    |
| ---- | --------------- | ------- | ------------------------ |
| 2017 | Lipstick Prince | OnStyle | ep. #2.3 - junto a Yerin |
| 2015 | Running Man     | SBS     | ep. 272                  |
| 2015 | Hello Counselor | KBS2    | ep. 254                  |

### Apariciones en vídeos musicales
| Año  | Video Musical                | Artista        | Notas                                              |
| ---- | ---------------------------- | -------------- | -------------------------------------------------- |
| 2011 | «To Me» (내게로..)           | Rainbow        | Cameo como extra cuando era aprendiz en DSP Media. |
| 2013 | «Tell Me Tell Me» (텔미텔미) | Rainbow        | Cameo como extra cuando era aprendiz en DSP Media. |
| 2015 | «Sweetie Pie» (다이뻐)       | Lee Seung-hwan | con el resto de GFriend.                           |